# Tel-Aviv
Tel-Aviv-Jaffa (héberül: תל אביב-יפו arabul: تل أبيب Tal-abib)
Izrael második legnagyobb városa; a Földközi-tenger partján fekszik. Az ország gazdasági és kulturális központja. 
Tel-Aviv virágzó, modern, dinamikus és multikulturális település, amelyet általában toleráns, világi és liberális, ugyanakkor materialista és hedonista városként jellemeznek, szemben Jeruzsálemmel, amelyet szent városnak és konzervatívnak tekintenek. Egyesek azt mondják, hogy „míg Jeruzsálem imádkozik, Tel-Aviv játszik”.
Ez a település a központja Izrael legnagyobb konurbációjának, a Gus Dannak (héber: גּוּשׁ דָּן) (Dan blokk), amelynek teljes lakossága a 2010-es évek végén közel négy millió fő volt, és amely észak-déli kiterjedésében Netánját és Asdódot is magába foglalja.
A szűkebb értelemben vett város lakossága 2015-ben 433 000 fő, területe kb. 52 km².
Mivel a nemzetközi közösség nem ismeri el Jeruzsálemet Izrael fővárosának, továbbá Tel-Aviv központi helyzete miatt számos nagykövetség itt működik.

## Története
Jaffa területe már legalább a bronzkor óta lakott. A Bibliában is többször szerepel a neve. A középkorban a kikötőváros többször cserélt gazdát az araboktól a keresztesekig és a mamelukokig, és az 1880-as évekre jól védett oszmán kikötőváros lett.

A zsidók csak a 19. század végén kezdtek letelepedni a Jaffa szomszédságában fekvő területeken. A jemeni zsidók az elsők között érkeztek, majd nem sokkal később már számos európai születésű zsidó is kezdte művelni a homokdűnéket. Az újabb cionisták megérkezésével a 20. század fordulójára, 1906-ban Jaffa és a közeli mezőgazdasági települések zsidó lakosainak egy csoportja egy közösséget alapított azzal a szándékkal, hogy modern zsidó várost építsenek a Szentföldre. Három évvel később, miután a társaság követe végre megvásárolhatta a földet, és nyilvántartásba vették az ügyletet az Oszmán Birodalomban; 66 zsidó család egyenként megkapta a Szentföldből saját részét és az „első héber város” építése folyamatban volt.
Tel-Aviv városát így eredetileg 1909-ban alapították a zsidó bevándorlók.
Ahogy növekedett a város, végül túlnőtte az arabok lakta részt. A két várost 1950-ben egyesítették Tel-Aviv-Jaffa városa néven, két évvel Izrael állam megalapítása után.
Ma Tel-Aviv az ország gazdasági központja, de a hivatalos főváros Jeruzsálem. A városban található high-tech komplexum neve Szilikon Vádi, amely az amerikai Szilícium-völgy izraeli változata. Tel-Avivot sokan tekintik az ország kulturális központjának is, mivel vibráló nyugati hangulata van. Az UNESCO a világörökség részének nyilvánította Bauhaus építészete miatt.
2019 májusában a város adott otthont a 2019-es Eurovíziós Dalfesztiválnak.

## Éghajlat
Tel-Avivban tipikus mediterrán éghajlat van. A hosszú nyarak melegek és szárazak, eső nélkül. Az augusztus a legmelegebb hónap, átlagos napi hőmérséklete eléri a 30°C-ot, de ilyenkor hajnalra is csak 23–24°C-ig csökken a levegő hőmérséklete. A 35°C-ot meghaladó hőmérséklet a tenger mérséklő hatása miatt ritka. A tél hűvös és tavaszias és az éves csapadék nagyrészt a téli hónapokra korlátozódik (elsősorban novembertől márciusig). A havazás szokatlan esemény. Az évi napsütéses órák száma nagyon magas.
| Hónap                                                        | Jan. | Feb. | Már. | Ápr. | Máj. | Jún. | Júl. | Aug. | Szep. | Okt. | Nov. | Dec. | Év   |
| ------------------------------------------------------------ | ---- | ---- | ---- | ---- | ---- | ---- | ---- | ---- | ----- | ---- | ---- | ---- | ---- |
| Átlagos max. hőmérséklet (°C)                                | 17,5 | 17,7 | 19,2 | 22,8 | 25,0 | 27,5 | 29,4 | 30,2 | 29,4  | 27,3 | 23,4 | 19,2 | 24,1 |
| Átlagos min. hőmérséklet (°C)                                | 9,6  | 9,8  | 11,5 | 14,4 | 17,3 | 20,6 | 23,0 | 23,7 | 22,5  | 19,1 | 14,6 | 11,2 | 16,5 |
| Átl. csapadékmennyiség (mm)                                  | 147  | 110  | 62   | 16   | 4    | 0    | 0    | 0    | 0     | 34   | 81   | 127  | 581  |
| Havi napsütéses órák száma                                   | 192  | 200  | 236  | 270  | 329  | 357  | 369  | 356  | 300   | 279  | 234  | 189  | 3311 |
| Forrás: Israel Meteorological Service, Hong Kong Observatory |      |      |      |      |      |      |      |      |       |      |      |      |      |

## Demográfia

### A népesség növekedése
Az izraeli Központi Statisztikai Hivatal 2009-es mérése alapján Tel-Aviv népessége évi 0,5 százalékkal nő. A város népessége az 1960-as évek elején érte el az akkori csúcsértékét (körülbelül 390 000 fő), a lakónépesség az 1980-as évekre azonban 317 000 főre esett, a magas ingatlanárak ugyanis sokakat elriasztottak és távozásra kényszerítettek. Az 1990-es évek óta a népesség stabilan növekszik. 

Mivel számos új család költözött Tel-Avivba – így tehát rengeteg gyerek és fiatal felnőtt is –, a város átlagéletkora 35,8-ról (1983) 34-re csökkent (2008), a 65 év felettiek aránya pedig – ugyanezeket az éveket vizsgálva – 19 százalékról 14,6 százalékra esett.

### Vallás
A vallási megoszlás 2007-ben:

## Építészet

### Felhőkarcolók
Felhőkarcolók magasság szerinti sorrendben a tel-avivi agglomeráció területén, 2015-ben:
| Rangsor | Név                             | Város     | Magasság | Emelet | Év   |
| ------- | ------------------------------- | --------- | -------- | ------ | ---- |
| 1       | City Gate Ramat Gan             | Ramat Gan | 244 m    | 68     | 2001 |
| 2       | Azrieli Center Circular Tower   | Tel-Aviv  | 187 m    | 49     | 1999 |
| 3       | Leonardo City Tower Hotel       | Ramat Gan | 170 m    | 33     | 2000 |
| 4       | Azrieli Center Triangular Tower | Tel-Aviv  | 169 m    | 46     | 1999 |
| 5       | Elco International Tower        | Tel-Aviv  | 165 m    | 45     | 2011 |
| 6       | Champion Tower                  | Bnei Brak | 160 m    | 42     | 2013 |
| 6       | Atrium Tower                    | Ramat Gan | 160 m    | 40     | 2015 |
| 6       | BSR Tower 4                     | Bnei Brak | 160 m    | 42     | 2015 |
| 6       | HaArba'ah Towers 1              | Tel-Aviv  | 160 m    | 41     | 2015 |
| 10      | HaYovel Tower                   | Tel-Aviv  | 158 m    | 42     | 2005 |
| 10      | Meier on Rothschild Tower       | Tel-Aviv  | 158 m    | 40     | 2015 |
| 12      | Naveh Tower                     | Bat Yam   | 157 m    | 44     | 2013 |
| 13      | W Tower                         | Tel-Aviv  | 156 m    | 49     | 2009 |
| 13      | Azrieli Center Square Tower     | Tel-Aviv  | 154 m    | 42     | 2007 |
| 15      | Vision Tower                    | Tel-Aviv  | 150 m    | 42     | 2010 |
| 15      | W Prime                         | Tel-Aviv  | 150 m    | 44     | 2015 |
| 17      | Neve Tzedek Tower               | Tel-Aviv  | 147 m    | 44     | 2007 |
| 18      | HaArba'ah Towers 2              | Tel-Aviv  | 146 m    | 37     | 2015 |
| 19      | BSR Tower 3                     | Bnei Brak | 144 m    | 38     | 2013 |
| 20      | Yoo Tel Aviv 2                  | Tel-Aviv  | 142 m    | 41     | 2007 |
| 20      | Tour Shalom Meir                | Tel-Aviv  | 142 m    | 36     | 1965 |
| 22      | Tel Aviv Towers 1               | Tel-Aviv  | 140 m    | 34     | 2000 |
| 22      | Tel Aviv Towers 2               | Tel-Aviv  | 140 m    | 34     | 2000 |
| 22      | Tel Aviv Towers 3               | Tel-Aviv  | 140 m    | 34     | 2013 |
| 22      | Tel Aviv Towers 4               | Tel-Aviv  | 140 m    | 34     | 2013 |
| 22      | Manhattan Tower                 | Tel-Aviv  | 140 m    | 41     | 2009 |
| 22      | Galit Tower 1                   | Tel-Aviv  | 140 m    | 36     | 2015 |
| 28      | Marganit Tower                  | Tel-Aviv  | 138 m    | 17     | 1997 |
| 29      | First International Bank Tower  | Tel-Aviv  | 132 m    | 32     | 2009 |
| 30      | 22 Rothschild Boulevard         | Tel-Aviv  | 130 m    | 30     | 2013 |

## Közlekedés

A tel-avivi agglomeráció főútvonalai és városai

### Repülőtér
Izrael legnagyobb és legforgalmasabb repülőtere, a Ben-Gurion nemzetközi repülőtér a városközponttól 19 km-re délkeletre található.

## Híres lakosok
| - Smuel Askenázi, hegedűművész - David Avidan, költő, festőművész, filmes, publicista és drámaíró - Uri Avneri, újságíró, politikus - Miri Ben-Ari, 'hiphop' hegedűművész - Asaf "Borgore" Borger, elektronikus zenei producer, DJ - Hila Bronstein, énekes (Bro'Sis R&B/pop csoport) - Itt született Anat Cohen dzsesszzenész, klarinétos, szaxofonos, zenekarvezető (1975–) - Eszti G. Háim, írónő - Dan Haluc, izraeli hadsereg vezetője - Ódéd Fehr, film- és TV-színész - Uri Geller, előadóművész - Batja Gur, író - Rakel Halfi , költőnő - Ofra Haza, énekes, színésznő - Dana International, transzszexuális popénekes - Menase Kadisman, szobrász és festőművész - Daniel Kahneman, Nobel-díjas pszichológus - Sagi Kalev, fitness bajnok - David Kraus (1929–2000) felvidéki magyar-zsidó származású rendőrtiszt, Tel-Aviv főkapitánya, diplomata | - Joram Kanjuk, író, festőművész, újságíró, és színikritikus - Dani Karavan, szobrász - Liel Kolet, énekes - Michel Loeve, francia–amerikai matematikus, itt született - Samy Molcho, pantomimművész - Efrájim Kishon, író, szatirista, dramatikus, forgatókönyvíró, és filmrendező - Eytan Fox, filmrendező - Ahínóám Níní, zeneművész - Tal R, művész - Doron Rabinovici, osztrák író, történész - Ílán Rámón, űrhajós - Adi Shamir, kriptográfus - Kobi Simoni, rapzenész - Ézer Weizmann, volt államelnök - Michael Wolffsohn, történész - Gilád Zuckermann, nyelvész - Pinchas Zukerman, hegedűművész, karmester |

## Turizmus
Fő látnivalók:
- az óváros Jaffa

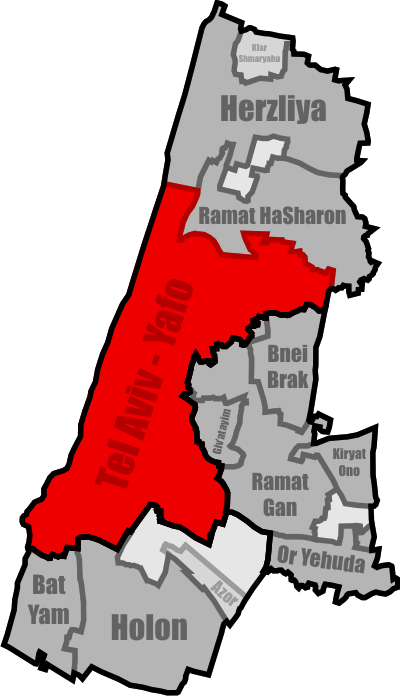
Tel-Aviv és elővárosai

- Tayelet és a Frishman Beach (tengerpart)
- Neve Tzedek (wd) (városrész)
- Rothschild Boulevard (wd) (sugárút)
- Derech Dizengoff - a város üzleti, idegenforgalmi központja. Elegáns üzletek, éttermek váltják egymást.
- Nachlat Binyamin Pedestrian Mall (vásárlás)
- Old Tel Aviv Port Area (a régi kikötő környéke)
- Hayarkon/Jarkon (park) (wd)
- Yitzhak Rabin Center (könyvtár és kutatóközpont)
- Charles Bronfman Auditorium (koncertterem, Izraeli Filharmonikusok)
- Azrieli Center (wd) (felhőkarcoló-komplexum, Azrieli Lookout (מצפה עזריאלי) - kilátás a városra)
- Ijo & Babet, Dizengoff Str. (éjszakai élet)
- Zsábotinszki Intézet (Mecudát Zeév) - a felhőkarcoló a nemzeti (revizionista) párt székháza. Két múzeum van benne.

### Múzeumok
- Bét Hátfutszot (wd) - a Szétszóratás Háza (Diaszpóra Múzeum). A 2000 éve a világon szétszóratásban élő zsidóság életét mutatják be. [5]
- Tel Aviv Museum of Art (művészeti múzeum)
- Eretz Israel Museum (wd) (régészeti és történeti múzeum)
- HáÁrec/HaAretz Museum (helytörténeti múzeum)

### Ramat Gan
- Gyémánttőzsde (wd) - a világ gyémántiparának egyik központja. Itt van a (Harry Oppenheimer) Gyémánt Múzeum (wd). [5]
- Szafaripark (Ramat Gan Safari) (wd) - 100 hektárnyi területen mintegy 1500 állattal. Az afrikai körzetet a látogató kocsival járhatja be. [5]

## Képek

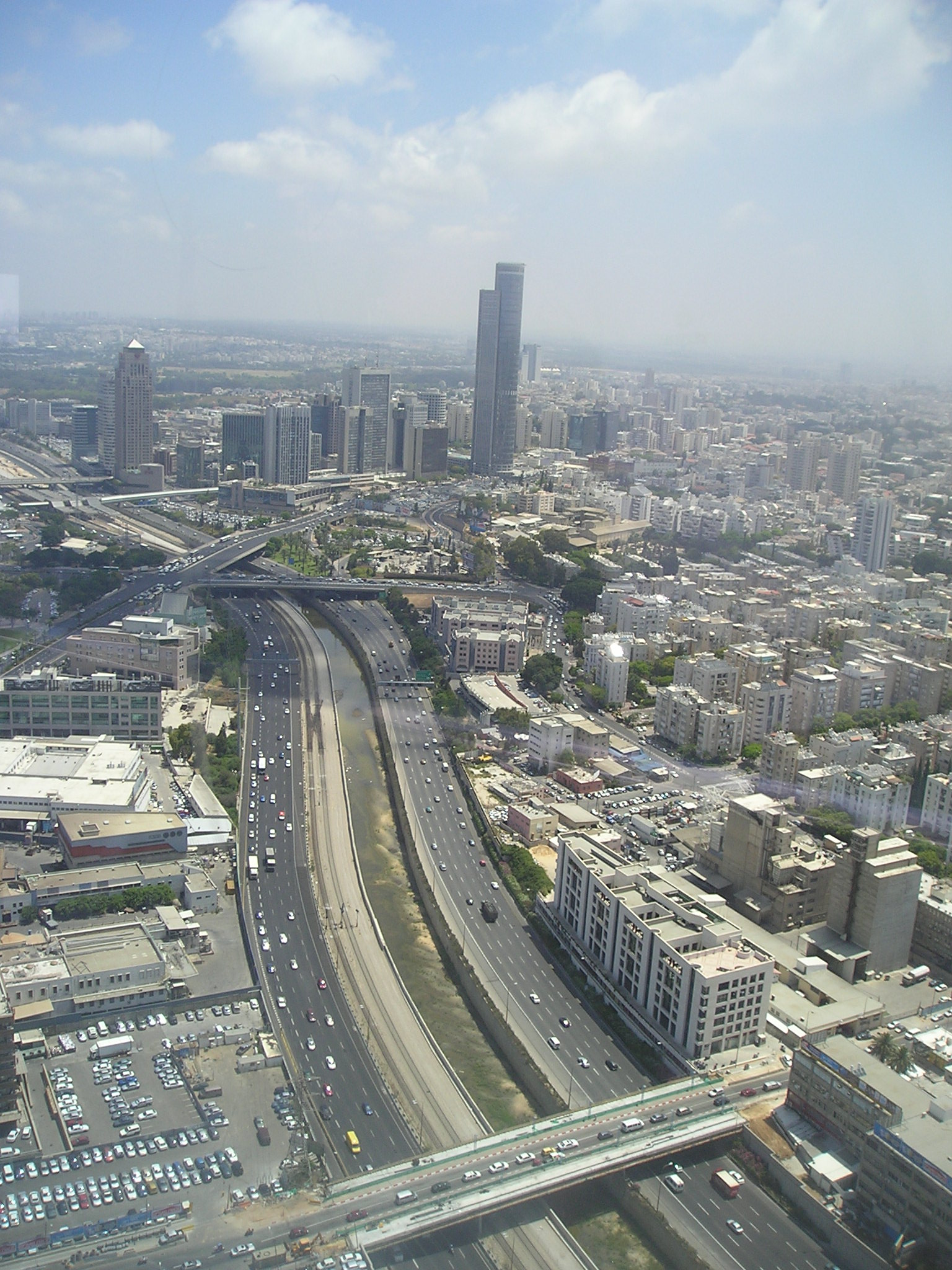
Városkép az Ayalon főúttal
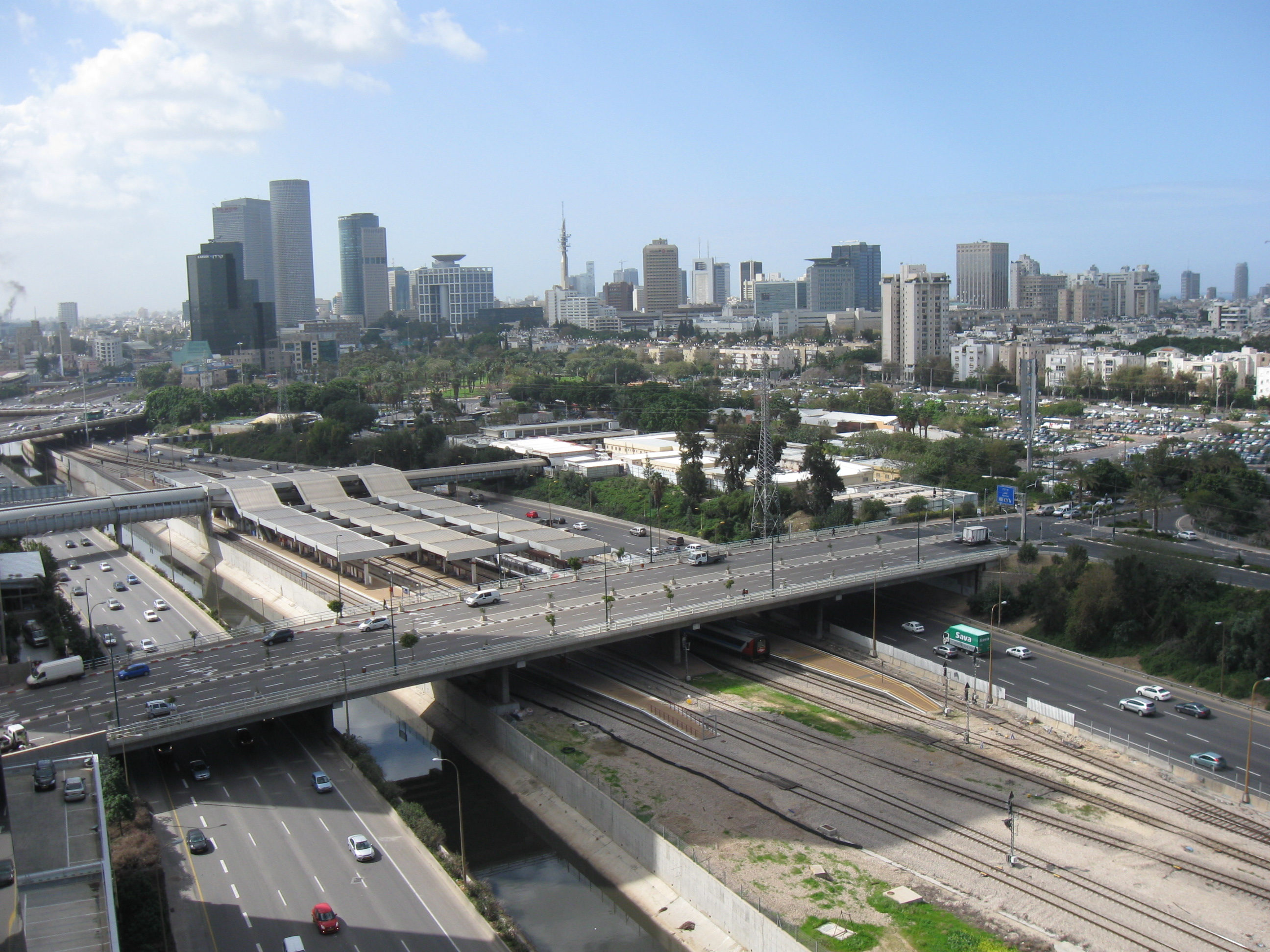
Előtérben az Ayalon folyó és az A20-as főút
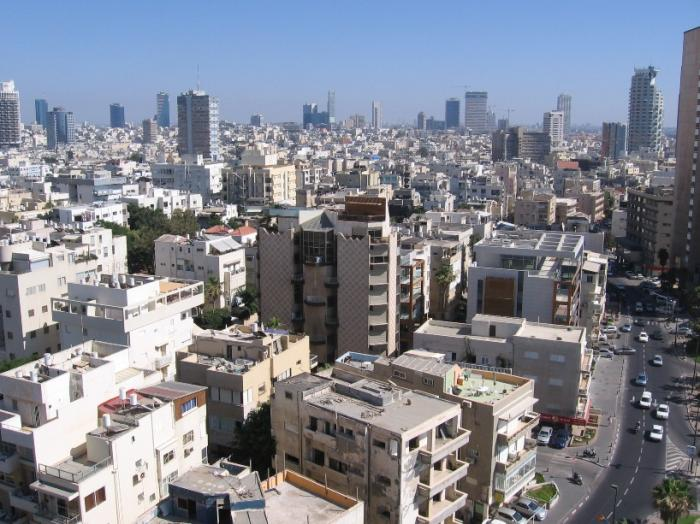
Tel-Aviv látképe
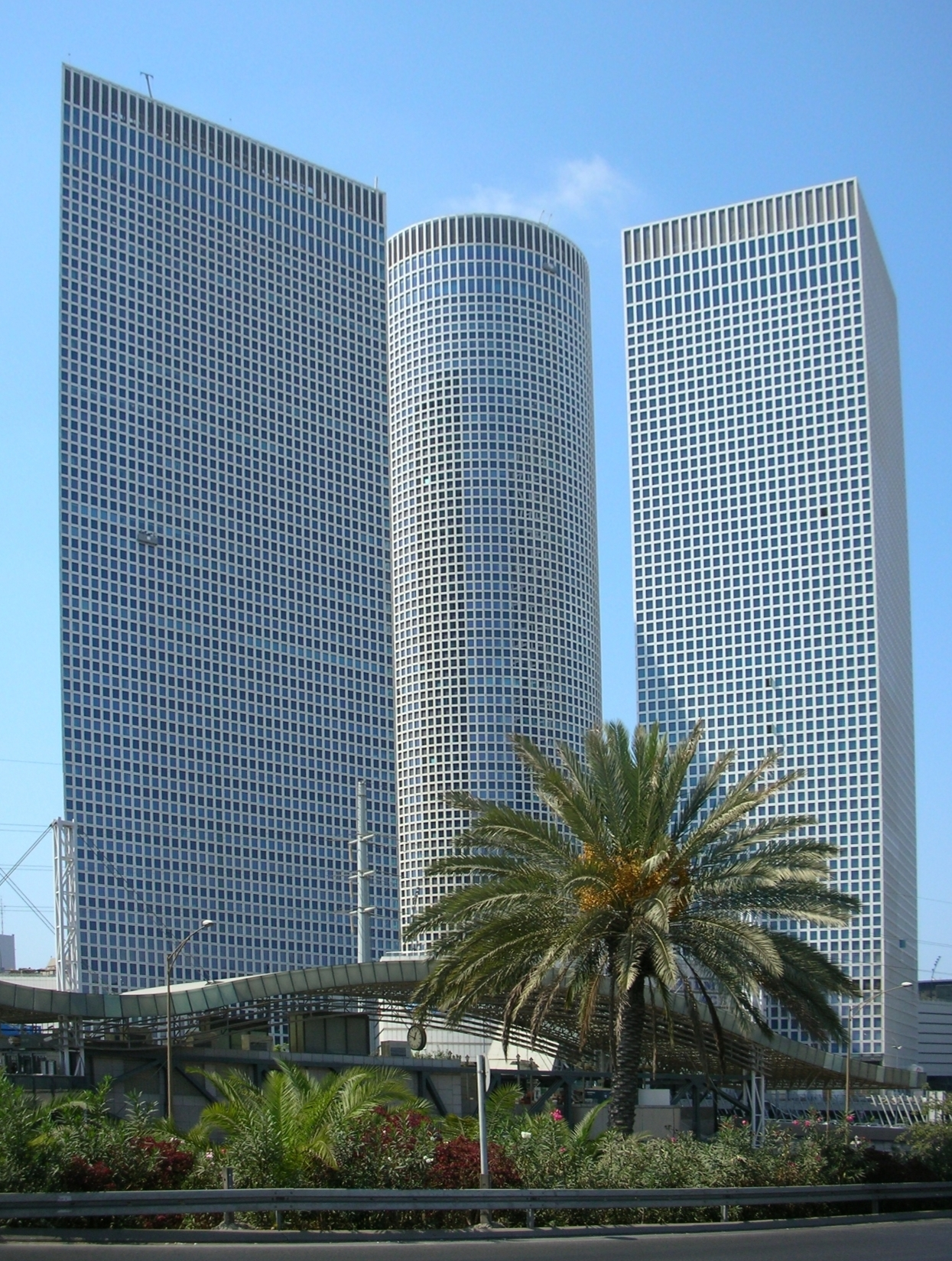
Azrieli Center
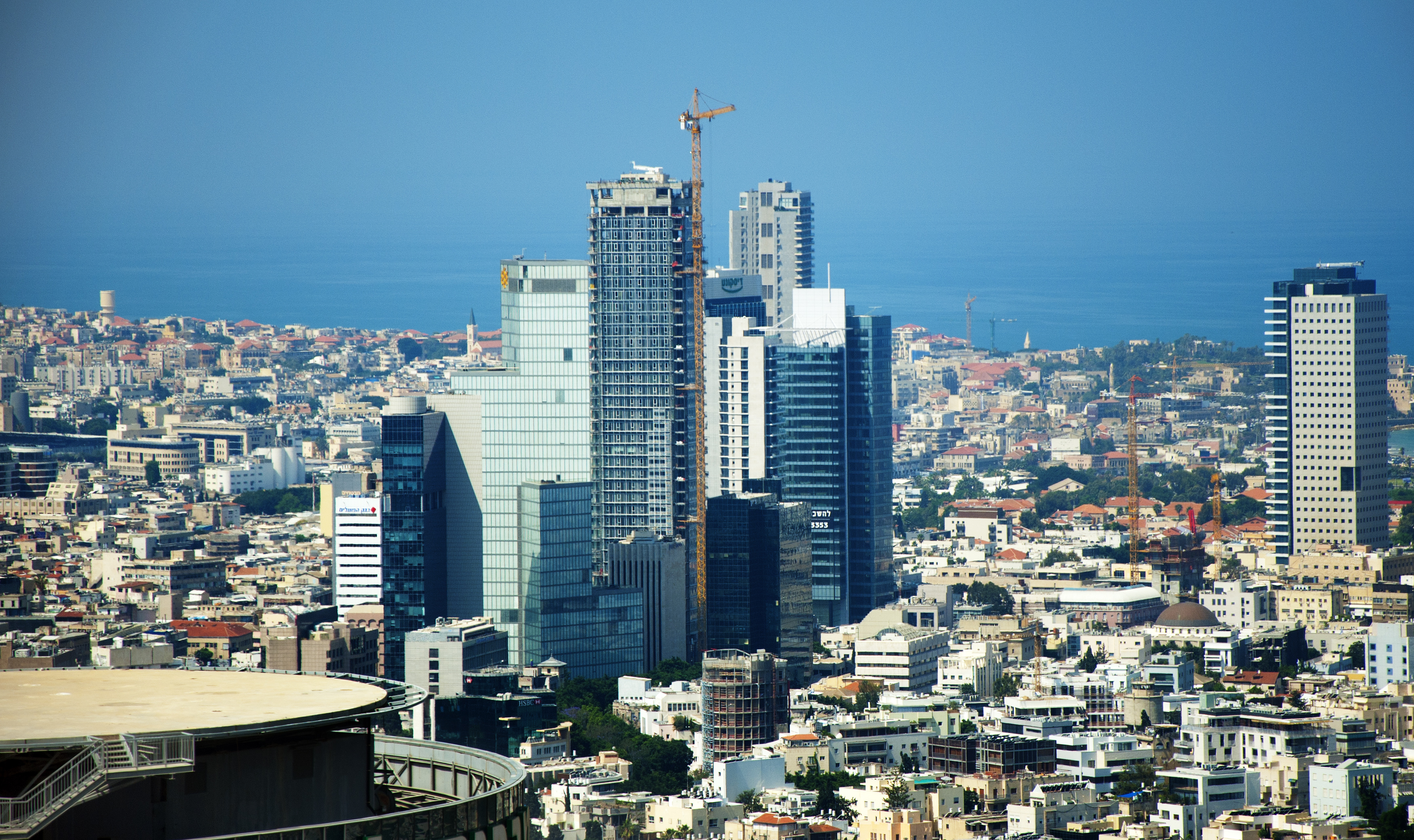
Toronyházak a Rothschild Boulevard-on
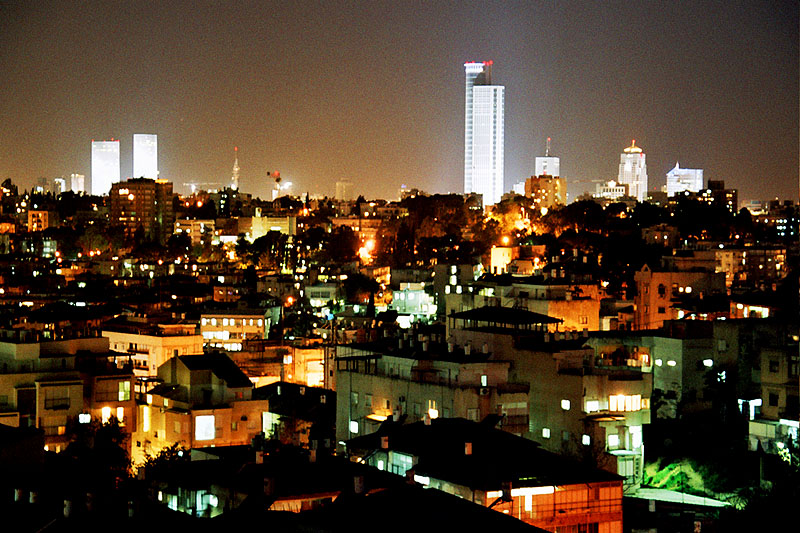
este Tel-Avivban
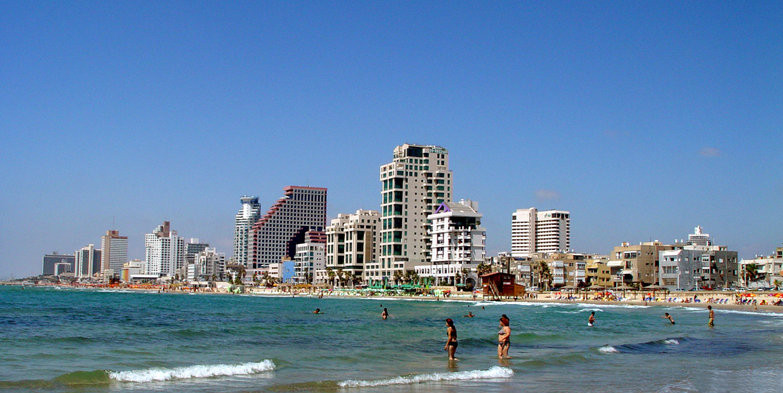
Tengerparti kép
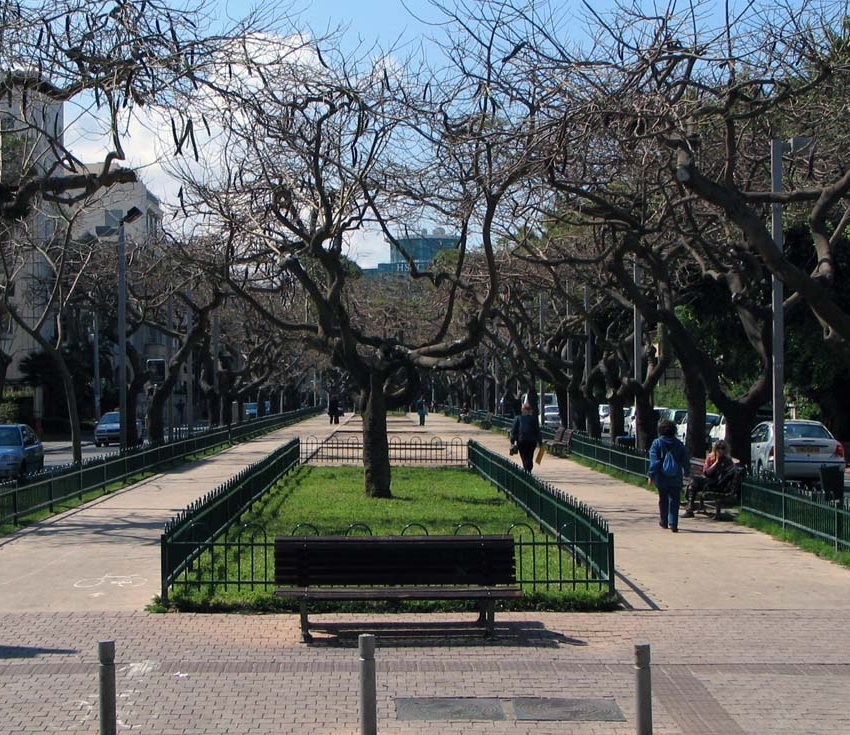
Rothschild körút
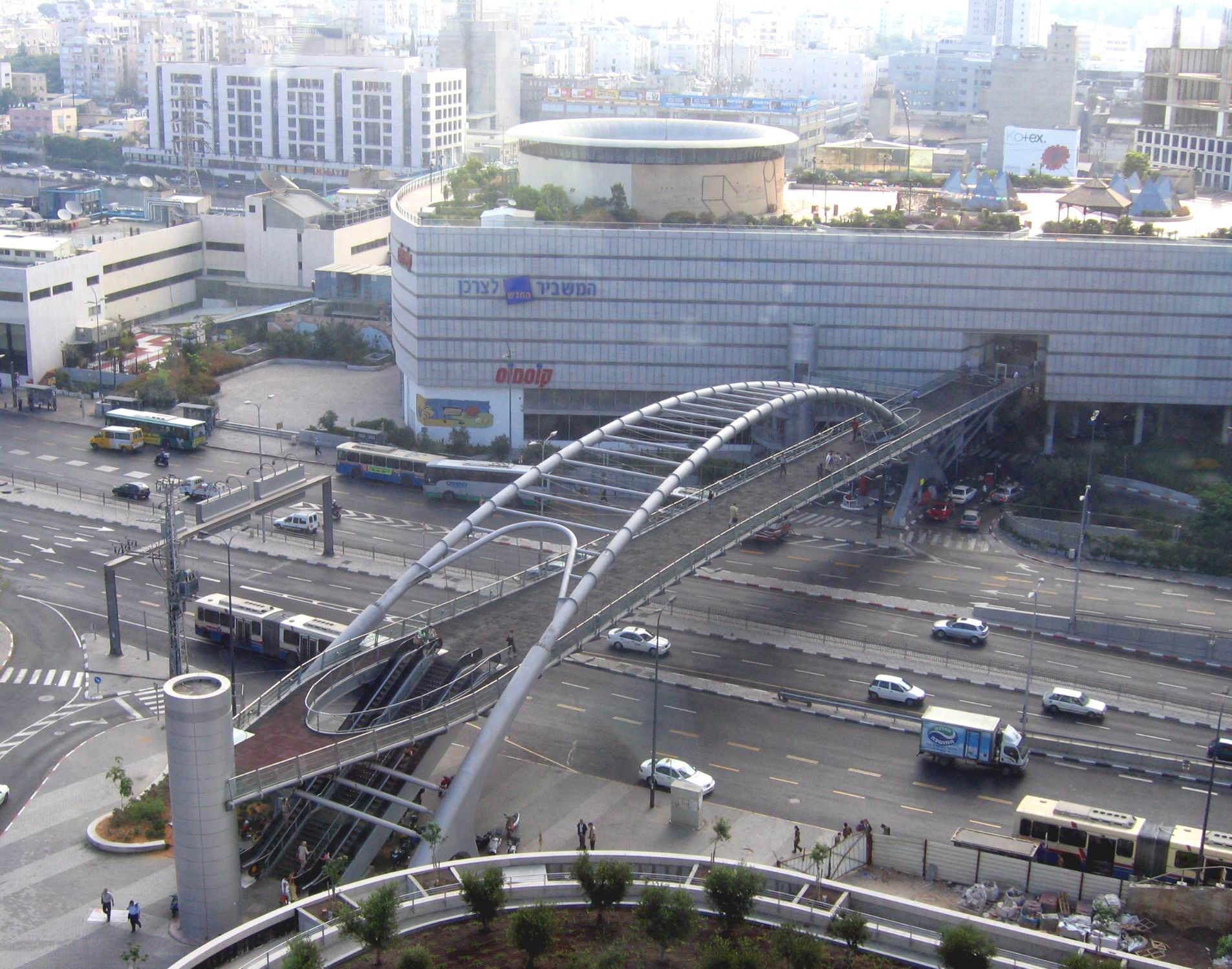
Kirya híd
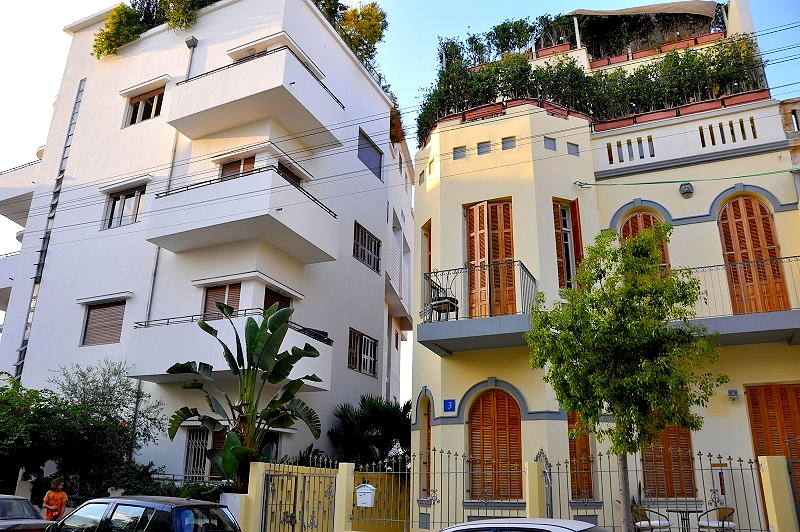
Bauhaus (balra) és eklektikus (jobbra) stílusú épületek
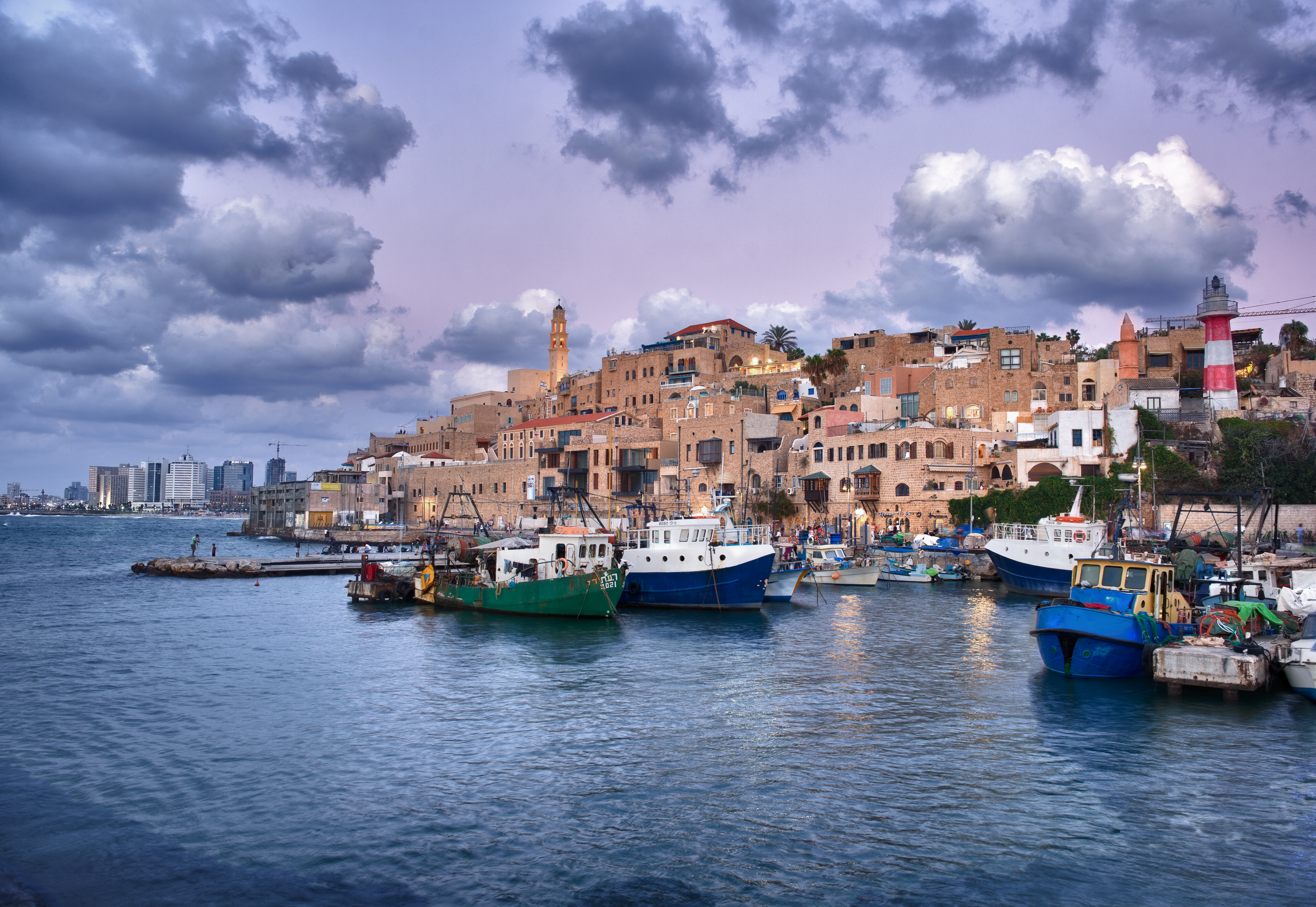
Jaffa kikötője